# Alexander G. Cattell
Alexander G. Cattell (Salem, 1816. február 12. – Jamestown, 1894. április 8.) az Amerikai Egyesült Államok szenátora (New Jersey, 1866–1871).